# Оленовка (Киевская область)
Оле́новка (укр. Оленівка) — село, входит в Фастовский район Киевской области Украины.
Население по переписи 2001 года составляло 675 человек. Занимает площадь 2,87 км².
В эпоху бронзы возле села проходил Киево-Фастовский участок северной ветки трансъевропейского лесостепного пути.
В начале советской власти помещицкие здания были реквизированы и там организовали дачу Постышева. Вплоть до 1940-х годов территория была закрыта для местных жителей.
Имеется каскад озёр и парк.

## Местный совет
Киевская обл., Фастовский р-н, с. Оленовка, ул. Петровского, 1.